# Denise Morelle
Denise Morelle (1927, Montreal – 17 de julho de 1984, Montreal) foi uma atriz do Québec. Foi assassinada em 1984.

## Vida e carreira
Morelle nasceu em Montrel em 1927, numa família da classe trabalhadora com sete crianças.  Apareceu pela primeira vez na televisão em 1955, numa série chamada Beau temps, mauvais temps. Entre os seus papéis mais famosos está a da Dame Plume do espetáculo La Ribouldingue.

## Morte
A 17 de julho de 1984, Morelle visitou um apartamento em Sanguinet Street, Montreal, que ponderava alugar. O dono do apartamento não estava lá, mas dissera-lhe previamente que poderia ir lá quando o quisesse pois que o apartamento não estava fechado. Nessa manhã ela faltou a uma peça em que participava, e no dia seguinte a polícia encontrou o seu corpo no apartamento: fora estrangulada.
No seu funeral surgiram cerca de 1000 pessoas, entre amigos e colegas, incluindo Michel Tremblay e Jean Duceppe. Um pequeno parque em Le Plateau (Montreal) tem o seu nome em sua honra.

### Investigação
Aparentemente não haveria motivos para o seu assassinato, e inicialmente houve muita especulação da parte da imprensa e do público. O caso manteve-se sem solução até 8 de agosto de 2007, quando investigadores das divisões da polícia de criminalidade de Montreal prenderam Gaetan Bissonnette, de 49 anos. Ele fora identificado através de uma amostra de DNA que ele providenciara por outra razão. A cadeia de televisão TVA afirmou que um dos seus programas sobre o caso é que levaram à descoberta do criminoso.
Bissonnette foi a tribunal a 9 de agosto, acusado de homicídio em primeiro grau.

## Filmografia
- 1955 : Beau temps, mauvais temps (série de televisão)
- 1963 : Ti-Jean caribou (série de televisão)
- 1967 : Il ne faut pas mourir pour ça
- 1968 : La Ribouldingue (série de televisão) : Dame Plume
- 1969 : Bidule de Tarmacadam (série de televisão) : Mame Bouline
- 1971 : Les Maudits sauvages : Marie
- 1972 : Et du fils
- 1974 : Il était une fois dans l'est : Belle Sœur
- 1975 : Tout feu, tout femme
- 1975 : L'Île jaune
- 1975 : Confidences de la nuit (L'Amour blessé)
- 1977 : Le Soleil se lève en retard : Colette
- 1980 : Frédéric (série de televisão) : Develine Gladu